# کمیته المپیک عربستان سعودی
کمیته المپیک عربستان سعودی (عربی: اللجنة الأولمبية العربية السعودية) یک سازمان ورزشی است که نماینده کشور عربستان سعودی در کمیته بین‌المللی المپیک می‌باشد.
این سازمان که در سال ۱۹۶۴ تأسیس شده مسئول آماده‌سازی و اعزام ورزشکاران به بازی‌های المپیک، بازی‌های المپیک جوانان و بازی‌های آسیایی است.